# Hess Collection
Die Hess Collection ist eine private Sammlung zeitgenössischer Kunst. Diese Sammlung wurde durch Donald M. Hess ab 1986 neben seinem Weingut im Napa Valley in Kalifornien errichtet. Sie umfasst Werke von über 20 zeitgenössischen Künstlern, vorwiegend aus den USA und Europa. Hess entdeckte Künstler oft, bevor sie allgemein bekannt wurden. Viele von ihnen förderte er auf ihrer Laufbahn. Inzwischen sind die meisten von ihnen international bekannt geworden, so u. a. Magdalena Abakanowicz, Francis Bacon, Georg Baselitz, Balthasar Burkhard, James G. Davis, Franz Gertsch, Anselm Kiefer, Alois Lichtsteiner, Robert Motherwell, Nakis Panayotidis, Markus Raetz, Robert Rauschenberg, Frank Stella, Gustav Troger und Markus Zürcher.
Inzwischen sind viele Werke im Besitz der Hess Collection nicht nur im Museum im Napa Valley, sondern in Museen in der ganzen Welt zu sehen.
Nachdem Donald Hess das Weingut Colomé in den Bergen Argentiniens erneuert hatte, schuf er 2009 ein angegliedertes Museum, das ausschließlich den Installationen des Künstlers James Turrell gewidmet ist.

## Veröffentlichungen
- Dieter Ronte: Hess Collection (Napa Calif.). H.N. Abrams, New York, N.Y., und Haupt, Bern, 1989. ISBN 978-0-81093-400-9
- Franz Gertsch et al.: Works from the Hess Collection. Liebefeld-Bern (engl.), 1999
- Georg Baselitz et al.: Werke in der Hess Collection. Liebefeld-Bern, 2003
- Donald Hess and Myrtha Steiner: Hess Art Collection. Hatje Cantz, Ostfildern (engl.), 2009.